# 200 mètres brasse féminin aux championnats du monde de natation 2023
Cet article traite de l'épreuve féminine. Pour la compétition masculine, voir 200 mètres brasse masculin aux championnats du monde de natation 2023.
Le 200 mètres brasse féminin est une épreuve de natation sportive des championnats du monde de natation 2023. Elle a lieu les 27 et 28 juillet 2023 à Fukuoka au Japon.

## Records
Avant cette compétition, les records dans cette discipline étaient :
| Record du monde       | 2 min 17 s 55 | Evgeniia Chikunova    | 21 avril 2023 | Kazan, Russie      |
| Record du championnat | 2 min 19 s 11 | Rikke Møller Pedersen | 1er août 2013 | Barcelone, Espagne |

## Résultats détaillés
Les 16 meilleurs temps se qualifient pour les demi-finales (Q), puis les 8 meilleurs demi-finalistes passent en finale (F).

### Séries
| Rang | Série | Ligne | Nageuse                     | Pays            | Temps         | Commentaire        |
| ---- | ----- | ----- | --------------------------- | --------------- | ------------- | ------------------ |
| 1    | 2     | 4     | Tes Schouten                | Pays-Bas        | 2 min 22 s 43 | Q                  |
| 2    | 4     | 5     | Tatjana Schoenmaker         | Afrique du Sud  | 2 min 22 s 92 | Q                  |
| 3    | 2     | 5     | Thea Blomsterberg           | Danemark        | 2 min 23 s 41 | Q                  |
| 4    | 4     | 4     | Lilly King                  | États-Unis      | 2 min 23 s 68 | Q                  |
| 5    | 4     | 6     | Kotryna Teterovkova         | Lituanie        | 2 min 24 s 87 | Q                  |
| 6    | 2     | 6     | Abbey Harkin                | Australie       | 2 min 25 s 11 | Q                  |
| 7    | 2     | 7     | Gabrielle Silva             | Brésil          | 2 min 25 s 18 | Q, Record national |
| 8    | 4     | 3     | Runa Imai                   | Japon           | 2 min 25 s 27 | Q                  |
| 9    | 3     | 4     | Kate Douglass               | États-Unis      | 2 min 25 s 50 | Q                  |
| 10   | 3     | 6     | Kelsey Wog                  | Canada          | 2 min 25 s 60 | Q                  |
| 11   | 3     | 5     | Ye Shiwen                   | Chine           | 2 min 25 s 93 | Q                  |
| 12   | 4     | 2     | Sophie Hansson              | Suède           | 2 min 26 s 01 | Q                  |
| 13   | 2     | 3     | Martina Carraro             | Italie          | 2 min 26 s 10 | Q                  |
| 14   | 2     | 8     | Macarena Ceballos           | Argentine       | 2 min 26 s 18 | Q                  |
| 15   | 3     | 3     | Lisa Mamié                  | Suisse          | 2 min 26 s 55 | Q                  |
| 16   | 3     | 7     | Mona McSharry               | Irlande         | 2 min 26 s 59 | Q                  |
| 17   | 2     | 1     | Ana Blazevic                | Croatie         | 2 min 26 s 60 |                    |
| 18   | 3     | 1     | Jessica Vall                | Espagne         | 2 min 26 s 88 |                    |
| 19   | 2     | 2     | Kara Hanlon                 | Grande-Bretagne | 2 min 27 s 16 |                    |
| 20   | 4     | 7     | Charlotte Bonnet            | France          | 2 min 27 s 47 |                    |
| 21   | 4     | 8     | Eleni Jefimova              | Estonie         | 2 min 27 s 60 |                    |
| 22   | 4     | 9     | Sim En YI Letitia           | Singapour       | 2 min 27 s 73 | Record national    |
| 23   | 3     | 8     | Kwon Sehyun                 | Corée du Sud    | 2 min 27 s 93 |                    |
| 24   | 2     | 0     | Eleni Kontogeorgou          | Grèce           | 2 min 30 s 46 |                    |
| 25   | 3     | 0     | Byanca Rodriguez Villanueva | Mexique         | 2 min 30 s 57 |                    |
| 26   | 3     | 9     | Phiangkhwan Pawapotako      | Thaïlande       | 2 min 35 s 12 |                    |
| 27   | 4     | 0     | Laura Lahtinen              | Finlande        | 2 min 35 s 16 |                    |
| 28   | 1     | 7     | Aminata Barrow              | Gambie          | 2 min 37 s 01 |                    |
| 29   | 2     | 9     | Nadia Tudo Cubells          | Andorre         | 2 min 38 s 12 |                    |
| 30   | 1     | 4     | Valérie Rose Tarazi         | Palestine       | 2 min 38 s 88 |                    |
| 31   | 1     | 2     | Jayla Pina                  | Cap-Vert        | 2 min 41 s 75 |                    |
| 32   | 1     | 5     | Malak Meqdar                | Maroc           | 2 min 43 s 42 |                    |
| 33   | 1     | 1     | Tara Aloul                  | Jordanie        | 2 min 45 s 88 |                    |
| 34   | 1     | 3     | Ramudi Samarakoon           | Sri Lanka       | 2 min 45 s 61 |                    |
| 35   | 1     | 6     | Kelera Mudunasoko           | Fidji           | 2 min 46 s 09 |                    |
| -    | 1     | 6     | Anna Elendt                 | Allemagne       | Non partante  | Non partante       |
| -    | 4     | 1     | Lisa Angiolini              | Italie          | Non partante  | Non partante       |

### Demi-finales
| Rang | Série | Ligne | Nageuse             | Pays           | Temps         | Commentaire        |
| ---- | ----- | ----- | ------------------- | -------------- | ------------- | ------------------ |
| 1    | 1     | 4     | Tatjana Schoenmaker | Afrique du Sud | 2 min 21 s 31 | F                  |
| 2    | 2     | 4     | Tes Schouten        | Pays-Bas       | 2 min 21 s 71 | F, Record national |
| 3    | 2     | 2     | Kate Douglass       | États-Unis     | 2 min 21 s 99 | F                  |
| 4    | 1     | 5     | Lilly King          | États-Unis     | 2 min 22 s 68 | F                  |
| 5    | 2     | 5     | Thea Blomsterberg   | Danemark       | 2 min 23 s 19 | F                  |
| 6    | 1     | 3     | Abbey Harkin        | Australie      | 2 min 23 s 65 | F                  |
| 7    | 2     | 3     | Kotryna Teterevkova | Lituanie       | 2 min 24 s 12 | F                  |
| 8    | 1     | 2     | Kelsey Wog          | Canada         | 2 min 24 s 16 | F                  |
| 9    | 1     | 6     | Runa Imai           | Japon          | 2 min 24 s 68 |                    |
| 10   | 2     | 7     | Ye Shiwen           | Chine          | 2 min 24 s 76 |                    |
| 11   | 2     | 8     | Lisa Mamié          | Suisse         | 2 min 24 s 84 |                    |
| 12   | 2     | 6     | Gabrielle Assis     | Brésil         | 2 min 25 s 56 |                    |
| 13   | 1     | 7     | Sophie Hansson      | Suède          | 2 min 25 s 63 |                    |
| 14   | 2     | 1     | Martina Carraro     | Italie         | 2 min 25 s 76 |                    |
| 15   | 1     | 8     | Mona McSharry       | Irlande        | 2 min 26 s 27 |                    |
| 16   | 1     | 1     | Macarena Ceballos   | Argentine      | 2 min 26 s 68 |                    |

### Finale
| Rang               | Ligne | Nageuse             | Pays           | Temps         | Commentaire     |
| ------------------ | ----- | ------------------- | -------------- | ------------- | --------------- |
| Médaille d'or      | 4     | Tatjana Schoenmaker | Afrique du Sud | 2 min 20 s 80 |                 |
| Médaille d'argent  | 3     | Kate Douglass       | États-Unis     | 2 min 21 s 23 |                 |
| Médaille de bronze | 5     | Tes Schouten        | Pays-Bas       | 2 min 21 s 63 | Record national |
| 4                  | 6     | Lilly King          | États-Unis     | 2 min 22 s 25 |                 |
| 5                  | 2     | Thea Blomsterberg   | Danemark       | 2 min 22 s 42 |                 |
| 6                  | 1     | Kotryna Teterevkova | Lituanie       | 2 min 24 s 22 |                 |
| 7                  | 7     | Abbey Harkin        | Australie      | 2 min 24 s 55 |                 |
| 8                  | 8     | Kelsey Wog          | Canada         | 2 min 25 s 21 |                 |